# Мітволь Олег Львович
Олег Левович Мітволь (нар.. 3 жовтня 1966, Москва, Російська РФСР, СРСР) — російський політик, колишній префект Північного адміністративного округу міста Москви (з липня 2009 по жовтень 2010 року). Колишній заступник керівника Росприроднагляду — Федеральної служби з нагляду у сфері природокористування (2004—2009). Громадський діяч у сфері екології та захисту навколишнього середовища. Голова Центральної Ради екологічної політичної партії «Альянс зелених — Народна партія» (2012—2015). На виборах до Державної думи (2016) очолював список Російської екологічної партії «Зелені». Голова ради директорів Красноярського тресту інженерно-будівельних вишукувань.

## Освіта
У 1983 році закінчив московську середню школу № 207 із золотою медаллю, член ВЛКСМ. 1988 року закінчив Московський електротехнічний інститут зв'язку, в 1989 році — центр при Московському інституті народного господарства ім. Плеханова за спеціальністю «економічне управління дослідницькими та конструкторськими розробками». У 1988 році обійняв посаду інженера в Інституті космічних досліджень.
Доктор історичних наук. У 2002 році в Московському педагогічному університеті захистив кандидатську дисертацію на тему «Влада та преса в СРСР та Російській Федерації (1985—1999 рр.)», у 2004 році там же захистив докторську дисертацію на тему "Формування та реалізація інформаційної політики в СРСР та Російській Федерації Федерації: 1917—1999 рр. ". Олег Мітволь володіє німецькою та англійською мовами.

## Діяльність у сфері бізнесу
У листопаді 1989 року розпочинає діяльність у сфері приватного підприємництва. На початку 1990-х років, як стверджували ЗМІ, займався оптовою торгівлею, держзамовленнями та постачанням авіатехніки за кордон. Крім того, займався оптовою торгівлею, брав участь у контракті на постачання авіатехніки Малайзії, придбав пивоварний завод у Ставропольському краї.
1994 року став заступником голови ради банку «Нафтовий Альянс». У 1997 році очолив раду директорів ВАТ «Інформаційно-видавнича група „Новые Известия“» (щоденна газета «Новые Известия» та тижневик «Московська комсомолка»). ЗМІ затверджували, що Мітволь був власником контрольного пакета (76 %) акцій «Нових Известий». 20 лютого 2003 року усунув від роботи головного редактора та генерального директора «Нових Известий» Ігоря Голембівського. Причиною відставки називалися деякі фінансові махінації, які нібито здійснюють керівництво газети при Голембіовському. У свою чергу, Березовський стверджував, що справжньою причиною відставки став матеріал «про відродження культу особи Путіна]».
2016 року ЦВК РФ з виборів до Державної Думи РФ опублікувала відомості про доходи Олега Мітволя: за 2015 рік він заробив 63,9 млн рублів.
З 2018 року є головою ради директорів Красноярського тресту інженерно-будівельних вишукувань (КрасТІСІЗ), купивши акції підприємства .
В даний час трест актуалізує проект кінця 1980-х — початку 1990-х років красноярського метрополітену.

## Екологічні розслідування
У квітні 2004 року Мітволь був призначений заступником керівника Федеральної служби з нагляду у сфері природокористування (Росприроднагляд).
На новому посту Мітволь розпочав боротьбу з власними чиновниками, яких звинувачував у корумпованості, та ініціював так звану «дачну війну» — ліквідацію котеджів, збудованих у водоохоронній зоні. Так, на початку серпня 2005 року піддався ліквідації дачний кооператив у селищі П'ятниця на Істринському водосховищі, потім було звернення Олега Мітволя до прокуратури щодо законності побудови особистої дачі колишнього прем'єра Михайла Касьянова в Троїце-Ликово. Тоді ж Мітволь пообіцяв знести незаконні будівлі на берегах Байкалу та закрити Байкальський целюлозно-паперовий комбінат.
У 2006 році разом з міністром природних ресурсів Юрієм Трутнєвим Мітволь інспектував нафтовидобувний об'єкт Сахалін-2, що експлуатується компанією Sakhalin Energy, що належить Shell. На думку екологів, видобуток нафти в цьому районі завдавав збитків навколишньому середовищу. Мітволь і Трутнєв пригрозили відкликати у нафтовиків ліцензію, якщо збитки не буде відшкодовано . Shell звинуватила російську владу в спробі натиснути на Sakhalin Energy з метою передачі родовищ Газпрому.
13 квітня 2009 року подав заяву на звільнення з Росприроднагляду.

## Суспільна діяльність
У середині жовтня 2009 року в ЗМІ з'явилися повідомлення про те, що Олег Мітволь може стати одним із лідерів партії «Яблуко» та відповідатиме у партії за вибори, політичні та фінансові питання . Однак цього так і не сталося: за словами Мітволя, його проект глибокого перебудови партії не знайшов розуміння в керівництві «Яблука», а ряд експертів пояснили такий результат низькою «договороспроможністю» демократів та їх небажанням чимось ділитися .
Після невдалої спроби увійти до керівництва партії «Яблуко» Мітволь на початку 2009 року оголосив про створення власного громадського екологічного руху «На захист конституційного права громадян на сприятливе довкілля „Зелена альтернатива“». Наприкінці березня 2009 року воно було офіційно зареєстроване у Мін'юсті.
28 травня 2009 Мітволь балотувався кандидатом на вибори голови Одинцовського району Московської області . У липні 2011 року ухвалив рішення брати участь у праймеріз «Єдиної Росії» Пермським краєм.
21 березня 2012 Мітволь заявив про створення політичної партії, нова партія буде називатися «Альянс Зелених — Народна партія» . Установчий з'їзд нової екологічної партії відбувся 24 квітня цього року у Можайську . 29 травня партія була офіційно зареєстрована Мін'юстом Росії.
6 вересня 2012 року Мітволь був зареєстрований кандидатом у мери м. Хімки. Згодом у ЗМІ з'явилася інформація, що Мітволя виборча комісія планує зняти з виборів за оплату агітаційних матеріалів не з виборчого фонду. За підсумками виборів посів третє місце, набравши 14,41 % голосів виборців.
7 квітня 2013 року заявив про намір брати участь у виборах мера Єкатеринбурга, які повинні були пройти у вересні 2013 року. Свої шанси голова центральної ради Альянсу зелених — Народна партія оцінив високо, при цьому він також висловився щодо інших кандидатів. 16 квітня 2013 року провів в Єкатеринбурзі прес-конференцію, обрушившись із критикою на міську владу, при цьому заявив, що не можна говорити, що його ніщо не пов'язує з Єкатеринбургом, оскільки його дружина родом із Свердловська.
У 2015 році усунуто з посади голови Центральної ради Альянсу зелених. У 2016 році на виборах до Державної думи очолював партійний список Російської екологічної партії «Зелені».

## Діяльність на посту префекта
1 липня 2009 призначений мером Москви Юрієм Лужковим на посаду префекта Північного адміністративного округу. На посаду вступив 7 липня 2009 року.

18 вересня 2009 року розпорядився зняти вивіску з шашличної «Антирадянської». Приводом послужив лист голови московської ради ветеранів Володимир Долгих, у якому він згадав, що назва шашличної «Антирадянська» ображає ветеранів, «які шанобливо ставляться до радянського періоду в нашій історії», і просив прибрати з фасаду шашличної «Недоречний політичний каламбур». Методи Мітволя докладно аналізувалися експертами :
Чому керівництвом до дії влади став саме протест проти назви шашличної, а не проти зміни назви країни (у березні 1991 вони явно голосували тоді за збереження Радянського Союзу)? Між іншим, попередню діяльність Мітволя-політика, бізнесмена та медіа-магната можна охарактеризувати якщо й не «антирадянською», то «арадянською», що виявилося і на етапах викорінення шашличної, яка опинилася в ролі шматка кинутого м'яса. Доречно у разі згадати спробу організації під час виборів 1999 року «антилужковской» газети «Московська комсомолка» (відгалуження тодішніх «Нових Известий»), на вершину газеті «чоловічої статі» «МК», підтримувала чинного мера.
Восени 2009 Мітволь також добився закриття в Москві гей-клубу «Душа і тіло».
4 жовтня 2010 року в. о. мера Москви Володимир Ресін звільнив Мітволя з посади. Сам Мітволь назвав рішення про звільнення незаконним, оскільки на той момент перебував на лікарняному.

## Полеміка та критика

### Конфлікт із рухом «Наші»
2 вересня 2010 року, як префект Північного округу Москви, Мітволь оголосив про те, що молодіжний прокремлівський рух «Наші» незаконно займає приміщення, відведене під їхню штаб-квартиру. Йшлося про будинок дитячого садка на 1-й вулиці Ямського поля. Мітволь вважав, що будівля має бути повернена до системи освіти, щоб скоротити чергу бажаючих отримати місце у дитячому садку у Біговому районі. Мітволь надіслав заступнику мера Москви листа з відповідним проханням. Згідно з Мітволю, «Нашим» було відмовлено у продовженні договору оренди приміщення у липні, і до 9 серпня рух мав залишити будівлю, проте цього не сталося. За словами Мітволя, «було б непогано», якби активісти «Наших» відремонтували дитячий садок та повернули його місту добровільно. Він вважає, що було б «некрасиво» звільняти приміщення за допомогою судових приставів.
У відповідь активісти руху «Наші» 8 вересня вивісили на стіні будівлі на Ленінградському проспекті банер із портретом Мітволя та повідомленням про те, що у цьому та сусідньому будинку перебувають борделі. За словами Мітволя, люди, що повісили плакат, зрізали замки на горище і вивісили дорогу конструкцію. При цьому, як стверджує префект, пошкоджено державне майно. Документи, пов'язані з інцидентом, було передано до ОВС Бігового району.
Активісти руху «Наші» пояснили акцію бажанням вказати Мітволю на те, в яких будинках на території округу діють борделі. Мітволь пояснив, що боротьбою з борделями займаються співробітники ГУВС і додав, що напередодні «Наші» опублікували дві адреси «публічних будинків». У ході перевірки з'ясувалося, що один з них знаходиться в ЦАО, а другий — в СВАО.

### Звинувачення у порушеннях академічної етики
Відповідно до аналізу «Дисернет», кандидатська та докторська дисертації Мітволя містять масштабні недокументовані запозичення з кількох кандидатських та докторських дисертацій, Мітволь також виступив науковим керівником та опонентом низки дисертацій, що також містять недокументовані запозичення, зокрема Сергія Бориса Абрамова (тоді прем'єр-міністр Чечні, що пішов з поста в лютому 2006 року) і сенатора і співвласника компанії «Російська медіагрупа» Віталія Богданова.

## Звання та нагороди
- Почесний знак «За відмінність у службі» (2005).
- Почесний працівник охорони навколишнього середовища" (2006).
- Дісний державний радник РФ 3-го класу — 11 січня 2008 р. указом Президента РФ надано класний чин.

## Родина
Дружина Мітволя Людмила — колишня ведуча ранкових програм на ГРТ та видавець журналу для дівчат-підлітків «Покоління дівчаток». У грудні 2007 року під сценічним псевдонімом «Міла Мітволь» випустила музичний альбом «Я чекатиму на тебе завжди». У подружжя є дві дочки: старша Аліса (1996) та молодша Лея (2015).